# 한국
한국(韓國), 조선(朝鮮), 남북한(南北韓), 또는 코리아(영어: Korea)는 동아시아의 한반도(조선반도)에 위치한 지역 또는 나라를 지칭하는 말로, 오늘날에는 한반도와 그 부속 도서를 이르는 말이다.
넓은 의미로 한국은 고조선 건국 이후 한반도에서 설립된 한민족 국가를 통칭하는 말이다. 한국의 영토는 현재 한반도와 그 부속 도서들이 해당되나, 역사적으로 만주와 연해주의 일부까지 포함하기도 하였다. 한국의 역사는 한국사라고 한다.
오늘날 한반도와 부속도서의 면적은 약 22만 km2이며, 북쪽과 남쪽을 합한 총 인구는 2024년을 기준으로 약 7,700 만 명에 달한다.
38선이 그어짐으로 인해 1945년 9월 2일부로 재조선 미국 육군사령부 군정청과 소비에트 민정청으로 분단된 것을 시초로 오늘날까지 약 80년간 대한민국과 조선민주주의인민공화국이라는 두 국가로 분단되어 있다. 1949년 UN 총회 결의 제 195호에서는 한반도 유일 합법 정부를 대한민국으로 분류한 결의가 있다.

## 명칭

### '한' (韓)과 '대한'
지역명으로서 '한국' (韓國)은 삼한 (三韓)에서 유래된 말이지만, 원삼국 시대의 고대 부족연맹 국가를 가리키는 것이 아니라 삼국시대의 세 국가를 가리킨다. 한자로 '韓'의 정확한 의미는 알려져 있지 않으며 중국의 기록을 통해 음차된 발음만 알려져 있을 뿐이다. 한을 “크다” 또는 “중앙”이라는 뜻의 고유어로 해석하는 설, 몽골어족이나 튀르크어족에서 왕을 나타내는 단어인 칸과 관련이 있다고 보는 설이 유력하다.
한국이 국명으로 쓰이게 된 것은 1897년 조선이 국호를 대한제국으로 변경하고 그것의 별칭·약칭으로 '대한국', '대한', '한국'으로 쓰이기 시작하면서부터이다.  《고종실록》 1897년 10월 11일자 기사에서는 "우리 나라는 곧 삼한의 땅인데, 국초에 천명을 받고 하나의 나라로 통합"되었으며, 이미 세상에 널리 알려져 있으므로 '대한'으로 국호를 고쳐 쓰라는 고종 황제의 어명이 기록되어 있다.
한국이라는 명칭은 1910년 한일병합 직후 칙령 반포와 조선총독부의 정책에 따라 사용이 금지되었고, 그 대신에 하술할 '조선'이 사용되기 시작하였다. 1919년 3·1 운동으로 상해에 수립된 임시정부 설립 당시, 정부의 국호가 '대한민국'으로 결정되었다.
1948년 7월 제헌 헌법 제정으로 대한민국이라는 정식 국호의 선포와 함께 한반도의 한민족 국가를 지칭하는 말로 자리잡았다. 1950년 1월 국무원 고시에 따라 '대한민국'이라는 국명의 약칭으로도 널리 쓰이고 있다.
대한민국에서는 '한국'에서 파생된 '남한' (南韓)과 '북한' (北韓)이라는 표현도 사용되고 있으며, 이는 각각 대한민국과 조선민주주의인민공화국에 대한 약칭이다. 중화민국과 홍콩 등의 광둥어권 지역에서도 이 표현을 채택해 사용하고 있다. 한편 중화인민공화국과 일본, 베트남에서는 대한민국의 약칭으로서 '한국'을 사용하고 있다.
최근에는 한국과 조선이라는 명칭을 쓰고 있는데 그러니까 방향을 지양하는 추세로 바뀐 것이다.

### '조선'
'조선' (朝鮮)은 고대 국가이자 한민족이 세운 첫 국가인 고조선으로부터 유래한 명칭으로, 그 의미는 분명치 않다. 1392년 태조 이성계가 세운 국가인 조선의 국호로 471년 동안 사용되었다.
1910년 한일병합 이후 조선총독부는 대한제국이라는 기존의 국호를 폐지하고, 한반도 지역에 대해 '조선'으로 명명하였다. 이는 해방 이후 군정기에도 이어져, 남과 북을 가리지 않고 지역명으로써 사용되었다.
1947년 38선 이북의 소련 군정기가 끝나고 세워진 북조선인민위원회는 조선임시헌법 제정을 위한 제4차 회의에서 지역명 '조선'에 '민주주의'와 '인민공화국'을 더해, 자국의 국호로 '조선민주주의인민공화국'을 채택하였다. 이는 1948년 9월 조선민주주의인민공화국 헌법 제정과 정부 수립으로 이어졌다. 다만 여기서의 '조선'은 고조선이나 근세의 조선을 계승한 것이 아니라 '새조선'이라는 의미를 천명한 것이라고 주장한다.
따라서 지역명으로서의 '조선', 국명의 약칭으로서의 '조선'과 구분하기 위해, 조선민주주의인민공화국에서는 조선왕조에 대해서는 '리씨조선', 줄여서 '리조'라고 표현하고 있으며, 대한민국에 대해서는 조선의 남부라는 의미에서 '남조선'으로 칭한다. 반대로 대한민국에서는 조선민주주의인민공화국을 한국의 이북이라는 의미에서 '북한'으로 칭한다.
한편 중국어와 일본어권에서는 한국에 대해 '조선' (朝鮮)이란 명칭을 유지하고 있으며, 한민족은 '조선민족' (朝鮮民族), 한반도는 '조선반도' (朝鮮半島), 한국어는 '조선어' (朝鮮語) 등으로 칭하고 있다. 일본에서는 근세 조선에 대해 이씨조선 (李氏朝鮮)으로 칭하여 지역명으로서의 조선과 구분짓는다. 다만, '한국'으로 칭하는 대한민국의 영향으로 남한 일대를 '한국' (韓国 / 韩国)으로 따로 칭하며, 민족, 언어도 각각 '한국인', '한국어'로 칭하는 사례가 많아졌다.
그런 연유로 조선어는 조선의 공용어로 봐야 한다.

## 지리
한국은 동아시아의 한반도에 위치하고 있다. 북쪽과 북서쪽으로는 압록강을 경계로 중국과 경계를 이루고, 북동쪽으로는 두만강을 경계로 중국 및 러시아와 마주하고 있다. 삼면이 바다인 한국에는 서쪽으로 서해(황해), 동쪽으로 동해, 남쪽으로 남해에 의해 둘러싸여 있다. 한반도 및 부속도서의 최북단은 함경북도의 온성, 최서단은 평안북도의 마안도, 최동단은 경상북도 울릉군에 속한 섬 독도, 최남단은 마라도이다.
한반도의 동부 및 북부는 비교적 높은 산들로 이루어진 산지 지형을 특징으로 하고, 서부는 대체로 완만한 경사를 이루어 서해로 흘러드는 하천에 의해 형성된 여러 충적평야와 구릉지들이 나타난다. 한국에서 가장 높은 산은 백두산(2,744m)이며, 그 다음으로 관모봉(冠帽峰, 2,541m), 북수백산(北水白山, 2,522m)의 순이다. 한국 북부의 개마고원은 '한국의 지붕'이라고 불리는 고지대이며, 반도의 동해안을 따라 달리는 산맥인 태백산맥은 백두대간이라고도 불린다.
한국의 주요한 섬으로는 면적순으로 제주도, 거제도, 진도, 강화도 등이 있는데, 대부분의 섬이 서해와 남해의 근해에 형성되어 있는 한편 제주도와 울릉도는 화산 활동에 의해 형성되어 비교적 고립되어 있다. 한국의 서해안과 남해안은 리아스식 해안이 발달되어 있으며, 조수 간만의 차가 크다.

### 극지역
한반도 전체의 극지역은 다음과 같다.
- 최동단:  대한민국 경상북도 울릉군 울릉읍 독도리 동도 <동경 131°52'10.4>[10]
- 최서단: 조선민주주의인민공화국 평안북도 신도군 비단섬 로동자구 <동경 124°10'47>
- 최남단: 대한민국 제주특별자치도 서귀포시 대정읍 마라도 <북위 33° 06′ 37>
- 최북단: 조선민주주의인민공화국 함경북도 온성군 풍서리 유원진 <북위 43°00'36>

대한민국의 극지역은 다음과 같다.
- 최동단: 경상북도 울릉군 울릉읍 저동리 죽도 <동경 130°56'16.7994"> 또는 경상북도 울릉군 울릉읍 독도리 동도 <동경 131°52'10.4>
- 최서단: 인천광역시 옹진군 백령면 연화리 <동경 124°36'36>
- 최남단: 제주특별자치도 서귀포시 대정읍 마라도 <북위 33°06′37>
- 최북단: 강원도 고성군 현내면 마차진리 <북위38°45'00>
- 영유권 밖의 최남단: 이어도

조선민주주의인민공화국의 극지역은 다음과 같다.
- 최동단: 라선시 선봉구역 우암리 <동경 130°41'32>
- 최서단: 평안북도 신도군 비단섬 로동자구 <동경 124°10'47>
- 최남단: 황해남도 강령군 등암리 <북위 37°41'00>
- 최북단: 함경북도 온성군 풍서리 <북위 43°00'36>

## 인구
조선시대의 인구 조사에 따르면 조선의 인구는 대체로 700만 명을 넘지 못했다. 조세와 부역 등을 피하려고 호구조사를 기피하는 등 여러 가지 요인으로 40% 가까이 누락되었을 것으로 추측되고 실제 인구는 조선 시대 중기에 와서 1500만 명 내외, 후기에는 약 1,800만 명이었을 것으로 추측된다. 1910년 조사에 따르면 대한제국의 인구는 약 1,712여만 명으로 나타난다. 그러나, 학계에서는 1910년 무렵에는 1,742만 명 정도였을 것으로 추정한다. 현대적 인구 조사를 한 1925년에는 1,900만여 명, 1935년에는 2,289만9천여 명 1944년에는 2,590만여 명으로 증가하였다.
1911년의 성비(여자 100명 당 남자의 수)는 110.9로 심한 불균형 현상을 보였고, 1944년에는 99.9로 여성이 증가 하였다. 대한민국의 경우 1949년 102.1에서 1955년에는 100.1로 성비의 균형이 이루어졌다. 1980년~90년도 사이에는 여아낙태가 증가하여 1988년 113.2로 남성이 크게 증가하였다.
2024년 10월 말 기준으로 외국인을 제외한 대한민국의 총인구는 4990만 7561명 이고, 2024년 10월 말 기준으로 조선민주주의인민공화국의 인구는 약 2천603만 명으로 추산된다. 약 700만 명인 해외 거주 한인(韓人) 중 400여만 명인 외국국적자를 제외, 재외한국인을 포함 전체 한국인 수는 약 8500만 명이다.

## 문화
한국은 반도에 있는 지리적 조건으로 대륙 문화와 해양 문화의 영향을 모두 받았다. 한국 문화는 시베리아, 중앙아시아의 북방계와 남아시아, 동남아시아의 남방계가 혼합된 바탕에 지리적으로 가까운 이웃들과의 교류에서 영향을 받았으나 독자적인 문화로 발전했다. 전통 음악은 풍물놀이, 아리랑 등이 있다.

### 언어와 문자
반도 전체의 공용어는 한국어이다. 다만 대한민국의 경우 한국 수화를 추가 공용어로 두고 있다. 한국어는 교착어로 분류되기도 한다.

훈민정음.

한국어를 표기하는 글자는 한글이다. 한글은 기본적으로 말소리를 기호로 표시하는 표음 문자이고, 자음과 모음을 구분하는 음소 문자이며, 발음의 유사성에 따라 형태의 규칙성을 띠는 매우 정교한 자질 문자(예. ㄱ·ㅋ·ㄲ, ㅏ·ㅑ·ㅐ·ㅒ)이다. 또, 한글은 자음과 모음의 글자를 결합해 하나의 음절을 독립적으로 표시하는 글자를 만드는 형태로 표기한다는 점에서 다른 문자와 두드러지게 구분되는 특징을 가지고 있다.
한국어 표기에 쓰이는 문자인 한글은 조선의 세종대왕이 백성들을 위해 직접 만든 문자 체계이다. 세종대왕은 한글 창제 후 정인지·신숙주·성삼문·박팽년 등 집현전 학사들과 함께 해설서인 《훈민정음 해례본》를 만들어 훈민정음(訓民正音)이란 이름으로 1446년에 반포하였다. 한글 창제 이전에는 한자(漢字)로 문서가 작성되었으나, 표의 문자인 한자로 한국어를 표기하는 데에는 한계가 있어서 향찰, 구결, 이두 등 차자 표기가 사용되기도 하였다. 훈민정음 창제 이후에도 지배층인 양반(兩班)층과 관공서에서는 한자를 계속 사용하였으며, 한글은 19세기까지 주로 편지글·시조·가사·한글소설 등에 사용되었다. 1894년 갑오개혁 이후에야 비로소 공문서에 한글이 쓰이기 시작했다. 1945년 이후 본격적으로 널리 쓰여져 한국문화 발달의 기틀이 되었다. 최근에는 동음이의어(同音異意語)나 약어(略語)의 구별 등을 위한 경우를 제외하고는 한자의 사용이 크게 줄어들었다.
한글은 처음 만들었을 때는 스물여덟 글자였으나, 지금은 ㅿ(반시옷), ㆆ(여린히읗), ㆁ(옛이응), ㆍ(아래아) 네 글자가 사라져서 스물네 글자가 되었다.

## 행정 구역
대한민국과 조선민주주의인민공화국은 현재 분단 상태에 놓인 관계로, 해당 지역이 관할하고 있는 행정구역의 체계와 형식적으로 통치를 주장하는 지역의 행정구역 체계가 다를 수밖에 없다.

### 대한민국의 행정구역
대한민국은 현재 1특별시, 6광역시, 1특별자치시, 6도, 3특별자치도로 편제되어 있다. 3단계 행정체계로 도/특별시/광역시 > 시/군/구 > 읍/면/동으로 구분된다. 세종특별자치시의 경우 특별자치시 > 읍/면/동의 2단계로 구분된다. 다만, 서울특별시와 광역시를 제외한 인구 50만 이상 대도시에는 시 아래에 행정구를 둘 수 있다.
이들 중 도와 동급의 행정구역은 광역시, 특별시, 특별자치시, 특별자치도이다. 그 목록은 다음과 같다.
- 특별시 : 서울특별시
- 광역시 : 부산광역시, 인천광역시, 대구광역시, 대전광역시, 광주광역시, 울산광역시
- 특별자치시 : 세종특별자치시
- 도 : 경기도, 충청북도, 충청남도, 경상북도, 경상남도, 전라남도
- 특별자치도 : 제주특별자치도, 강원특별자치도, 전북특별자치도

### 조선민주주의인민공화국의 행정 구역
조선민주주의인민공화국은 현재 1직할시, 3특별시, 3지구, 9도로 편제되어 있다. 또한 3단계 행정체계로 도 > 시/군 > 동/리로 구분된다. 이는 광복 직후와는 다른 것으로 면은 통합하여 군으로 승격하고, 읍은 군의 중심지역을 이르는 명칭으로 변경하였다. 이 외에 로동자구와 직할시에 소속된 구역 등이 있다.
이들 중 도와 동급의 행정구역은 직할시,특별시이며, 지구와 함께 행정상의 특혜를 받게 되어 있다. 그 목록은 다음과 같다.
- 직할시 : 평양시
- 특별시 : 개성시, 남포시, 라선시
- 도 : 함경북도, 함경남도, 평안북도, 평안남도, 황해남도, 황해북도, 강원도, 자강도, 량강도

다만, 대한민국에서는 이 같은 행정구역 구분을 인정하지 않고, 1945년 당시의 행정구역만을 인정한다(이북5도위원회).

### 행정구역의 역사
- 1945년 9월 2일인 광복 당시 한반도는 13개 도로 나뉘어 있었다.

함경북도, 함경남도, 평안북도, 평안남도, 황해도, 경기도, 강원도, 전라북도, 전라남도, 충청북도, 충청남도, 경상북도, 경상남도
- 1946년 9월에 조선민주주의인민공화국은 평양시를 평안남도에서 분리하고 강원도를 신설하였다.

경기도 연천군과 함경남도 원산시, 문천군, 안변군을 분리해 기존 강원도에 합쳐 신설하였다.
- 1946년 8월 1일에 미군정의 법률에 의해 도(島)제가 폐지되고 제주도가 전라남도에서 분리되어 14개 도가 되었다.

제주도(道)는 전라남도 제주도(島)를 남제주군과 북제주군으로 분리하여 묶은 것이다.
- 1946년 9월 28일에 대한민국은 서울시를 서울특별자유시로 승격하였다.

서울특별자유시 : 종로구, 중구, 마포구, 성동구, 서대문구, 동대문구, 용산구, 영등포구
서울특별자유시는 그 직능과 권한이 도(道)와 같았다. 따라서 한국은 14도 1특별자유시가 되었다.
- 1949년 1월 31일에 조선민주주의인민공화국은 자강도를 신설하였다.

평안북도 강계군, 자성군, 후창군, 위원군, 초산군, 희천군과 함경남도의 장진군 일부를 합쳐 신설
- 1949년 8월 15일에 대한민국은 일본식 행정구역명을 새로이 바꾸고 특별자유시를 특별시로 바꾸었다.

부(府)를 시(市)로, 정목(丁目)은 가(街)로, 통(通)은 로(路)로, 정(町)은 동(洞)으로 바꾸었다.
- 1951년에 조선민주주의인민공화국은 개성시와 개풍군을 합쳐 개성지구를 신설하였다.

개성지구는 중앙의 직속으로 두었다.
- 1952년 12월 22일에 조선민주주의인민공화국은 면 (面)을 없애고 로동자구를 설치하였다.

이 때 조선민주주의인민공화국은 4단계 행정구역을 3단계로 축소 하였다.
- 1954년 10월 30일에 조선민주주의인민공화국은 량강도를 신설하고 황해도를 황해남도와 황해북도로 분리하였다.

량강도는 함경북도의 혜산시와 10개 군을 합쳐 신설하였다.
황해북도는 사리원시와 송림시 등 16개 군을 합친 영역이며, 황해남도는 해주시와 16개 군을 합친 영역이다.
- 1955년에 조선민주주의인민공화국은 개성시와 개풍군, 판문군을 통합되었다.
- 1957년에 조선민주주의인민공화국은 개성시를 직할시로 승격하였다.
- 1960년 10월 12일에 조선민주주의인민공화국은 함흥시와 청진시를 직할시로 승격하였다.

1967년 10월에 다시 함경북도 소속의 일반시로 환원하였다.
- 1963년 1월 1일에 대한민국은 부산시를 부산직할시로 승격하였다.

부산직할시 : 경상남도 부산시 일원인 중구, 서구, 동구, 영도구, 부산진구, 동래구 지역
부산직할시는 정부 직할시로 그 직능과 권한이 도(道)와 같다. 따라서 한국은 1특별시 1직할시 14도가 되었다.
- 1977년 11월에 조선민주주의인민공화국은 무산군과 경성군을 청진시로 편입하고 직할시로 승격하였다.

1985년 8월 2일에 청진시, 무산군, 경성군으로 분리해 함경북도로 환원하였다.
- 1981년 7월 1일에 대한민국은 인천시를 인천직할시로 승격하고, 대구시와 주변을 합해 대구직할시를 설치하였다.

인천직할시 : 경기도 인천시 일원인 중구, 남구, 동구, 북구 지역
대구직할시 : 경상북도 대구시와 달성군의 월배읍·성서읍·공산면 및 칠곡군의 칠곡읍, 경산군의 안심읍·고산면 일원을 통합
- 1986년 11월 1일에 대한민국은 전라남도 광주시를 광주직할시로 승격하였다.
- 1989년 1월 1일에 대한민국은 충청남도 대전시와 주변을 합쳐 대전직할시를 설치하였다.

당시 통합한 지역은 충청남도 대전시 지역과 대덕군 일원이며 대덕군은 폐지되었다. 단 대덕군 진잠면 남선리는 논산군 두마면에 편입되었다.
- 1990년 12월 31일에 대한민국은 충청북도 괴산군 증평읍, 도안면을 관할로 '증평출장소'를 설치하였다.
- 1993년 9월에 조선민주주의인민공화국은 라진시와 선봉군을 통합해 라진선봉시(직할시)로 승격하였다.
- 1995년 1월 1일에 대한민국은 직할시를 광역시로 개칭하였다.
- 1997년 7월 15일에 대한민국은 '울산시'를 울산광역시로 승격하였다.
- 2000년 8월에 조선민주주의인민공화국은 라진선봉시(직할시)를 라선시(직할시)로 개칭하였다.
- 2002년 9월에 조선민주주의인민공화국은 신의주시를 중앙직속인 신의주특별행정구로 지정하였다.
- 2002년 10월에 조선민주주의인민공화국은 강원도 금강산 일대와 통천군 일대를 합해 금강산관광지구로 지정하였다.
- 2002년 11월에 조선민주주의인민공화국은 개성시와 판문군 일부를 개성공업지구로 지정하였다.
- 2003년 6월에 조선민주주의인민공화국은 개성시(직할시)를 폐지하고 개성시(특급시)를 신설하였다.

개성직할시 개성시는 개성특급시로 개편하여 황해북도에 편입하고, 개풍군과 장풍군도 각각 황해북도에 편입하였다.
- 2003년 8월 30일에 대한민국은 충청북도 괴산군 증평출장소를  대상으로 증평군을 설치하였다.
- 2003년 9월 19일에 대한민국은 충청남도 논산시 두마면을 관할로 계룡시를 설치하였다.
- 2004년 1월에 조선민주주의인민공화국은 남포시(직할시)와 라선시(직할시)를 폐지하고 남포시(특급시)와 라선시 (특급시)를 신설하였다.

남포직할시 남포시는 남포특급시로 개편하여 대안군, 강서군, 천리마군, 용강군과 함께 황해북도에 편입하였다.
라선직할시는 라선특급시로 개편하고 모두 함경북도에 편입하였다.
- 2006년 7월 1일에 대한민국은 제주도를 제주특별자치도로 개편하였다.

제주특별자치도로 개편하면서 자치시인 제주시, 서귀포시와 자치군인 북제주군, 남제주군으로 폐지했다. 제주시와 북제주군을 합쳐 행정시 제주시를, 서귀포시와 남제주군을 합쳐 행정시 서귀포시를 두었다.
- 2010년 7월 1일에 대한민국은 경상남도 구 창원시 전역과 진해시 일원, 마산시 일원을 합쳐 마산,창원,진해를 통합창원시로 개편하였다.

 통합창원시를 개편하면서 마산시는 마산합포,회원구로 진해시는 진해구로 창원시는 의창,성산구를 각각 두었다
- 2012년 7월 1일에 대한민국은 충청남도 연기군 전역과 공주시 일부, 충청북도 청원군 부용면을 합쳐 세종특별자치시로 개편하였다. 부용면은 부강면으로 개칭했다.
- 2014년 7월 1일에 대한민국은 충청북도 구 청주시 전역과 충청북도 청원군 전역을 합쳐 도농복합시 형태인 통합청주시로 개편하였다.
- 2019년 10월 28일에 조선민주주의인민공화국은 개성시(특급시)를 개성시(특별시)로 설치하였다.

개성시(특급시)는 개성시(특별시)로 개편하여 개성시(특별시)에 편입하고, 개풍군은 개성시(특별시)에 편입하였다.
- 2023년 6월 14일에 대한민국은 강원도를 강원특별자치도로 개편하였다.
- 2024년 1월 18일에 대한민국은 전라북도를 전북특별자치도로 개편하였다.

## 같이 보기
- 대한민국
- 조선민주주의인민공화국
- 남북통일
- 한반도
- 한국의 국립공원
- 한국의 산
- 한국의 산맥
- 한국의 지질
- 한국의 지진
- 한국의 동굴
- 한국의 평야
- 한국의 고개
- 한국의 강
- 한국의 호수
- 한국의 섬

### 대한민국
- (영어) 대한민국 정부대표 다국어 웹사이트
- 대한민국 전자정부
- (영어) 론리플래닛의 정보(남한)
- (영어) CIA의 세계 정보(남한편) 보관됨 2015-07-03 - 웨이백 머신
- 반크(VANK) 동해의 사실편 2000년
- 반크(VANK) 극동아시아와 간도편 2008년
- 반크(VANK) 외래어 국제등록 수정편 2011년

### 기타
- (영어) 론리플래닛의 정보(북한편)
- (영어) CIA의 세계 정보(북한편) 보관됨 2020-05-18 - 웨이백 머신
- 반크(VANK) 조선과 동북공정편 1999년
- 반크(VANK) 북방의 잃어버린 국토편 2004년